# Sibley–Ahlquist-féle madárrendszertan
A Sibley–Ahlquist-féle rendszerezés vagy Sibley–Ahlquist-féle madárrendszertan a madarak egy gyökeresen új rendszerezése, amit Charles Sibley és Jon Edward Ahlquist írt le. Elsősorban az 1970-es évek végén és az 1980-as évek során végzett DNS–DNS-hibridizációs kutatásokra épül. A DNS–DNS-hibridizáció olyan molekuláris biológiai technika, ami karakterek helyett távolsági adatokat képes szolgáltatni, amikből numerikus taxonómiai faépítő algoritmusok segítségével lehet előállítani az élőlények leszármazási viszonyait.
A DNS–DNS-hibridizáció során két faj DNS-ének hasonlóságát az alapján becsülik meg, hogy a két különböző fajú DNS egy-egy szálából mesterségesen összeállított (heteroduplex) DNS nukleotidjai között mennyivel kevesebb a hidrogénkötések száma, mint az ugyanabból a fajból származó (homoduplex) DNS-szálak esetében.
A módszer eredményeit az észak-amerikai ornitológusok azonnal széles körben elfogadták, és az Amerikai Madártani Szövetség (American Ornithologists' Union) is magáévá tette egyes következtetéseit. A világ más részein az elfogadás kevésbé volt automatikus: csak egynek tekintették a fontosabb madárrendszertanok közül.

## Jellemzők
Az osztályozás kladisztikainak tűnik, mivel számos köztes taxonszintet bevezet: a családfa törzse az Aves osztály, ami alosztályokra ágazik, amik alosztályágakra (infraclasses), részalosztályokra (parvclasses), öregrendekre, rendekre, alrendekre, alrendágakra (infraorders), részalrendekre (parvorders), öregcsaládokra, családokra, alcsaládokra, nemzetségekre, öregnemekre, végül nemekre és fajokra bomlanak szét. A valóságban a Sibley–Ahlquist-féle osztályozás csak a numerikus taxonómiai kutatások magasan strukturált eredményéből áll; kladisztikai módszereket nem használtak fel elkészítésében. Bár a taxonómiai szintekre való finom felbontás pontosságot sugall, a „részal-” (parv-) szintek utólag feleslegesnek tűnnek.
Az így kialakuló rendszer sokban eltér a Clements-féle rendszertan hagyományos rendszerezésétől. Az újabb keletű, DNS-szekvenciák kladisztikai és maximum likelihood módszert használó elemzésén alapuló filogenetikai vizsgálatok egyes DNS–DNS-hibridizációs eredményeket megerősítettek – ilyen a futómadár-szabásúak monofiletikussága és a többi madárhoz való testvércsoporti kapcsolódása, valamint a lúd- és tyúkalakúak szoros rokonságának felismerése és összevonása a Galloanserae (eleinte: Galloanseri) kládban és a többi madárhoz (Neoaves) való testvércsoporti kapcsolódása. Az újabb kutatások azonban határozottan elutasítják a Sibley–Ahlquist-féle madárrendszertan számos megállapítását, többek között a rengeteg családot egyesítő Ciconiiformes rend létrehozását, a guvatfürjfélék (Turnicidae) a Neoaves alapi részére való helyezését, valamint a Corvida és a Passerae monofiletikusságát.

## Osztályozás

### Palaeognathae
| Ratitae | Struthioniformes | 1. Struthionidae 2. Rheidae 3. Casuariidae 4. Apterygidae |
| Ratitae | Tinamiformes     | 1. Tinamidae                                              |

### Neognathae

#### Galloanserae
| Galloanserae | Gallomorphae  | Craciformes  | 1. Cracidae 2. Megapodiidae                                 |
| Galloanserae | Gallomorphae  | Galliformes  | 1. Phasianidae 2. Numididae 3. Odontophoridae               |
| Galloanserae | Anserimorphae | Anseriformes | 1. Anhimidae 2. Anseranatidae 3. Dendrocygnidae 4. Anatidae |

#### Turnicae
| Turnicae | Turniciformes | 1. Turnicidae |

#### Picae
| Picae | Piciformes | 1. Indicatoridae 2. Picidae 3. Megalaimidae 4. Lybiidae 5. Ramphastidae |

#### Coraciae
| Coraciae | Galbulimorphae  | Galbuliformes  | 1. Galbulidae 2. Bucconidae |
| Coraciae | Bucerotimorphae | Bucerotiformes | 1. Bucerotidae 2. Bucorvidae |
| Coraciae | Bucerotimorphae | Upupiformes    | 1. Upupidae 2. Phoeniculidae 3. Rhinopomastidae                                                                                    |
| Coraciae | Coraciimorphae  | Trogoniformes  | 1. Trogonidae |
| Coraciae | Coraciimorphae  | Coraciiformes  | 1. Coraciidae 2. Brachypteraciidae 3. Leptosomidae 4. Momotidae 5. Todidae 6. Alcedinidae 7. Halcyonidae 8. Cerylidae 9. Meropidae |

#### Coliae
| Coliae | Coliiformes | 1. Coliidae |

#### Passerae
| Passerae | Cuculimorphae   | Cuculiformes    | 1. Cuculidae 2. Centropodidae 3. Coccyzidae 4. Opisthocomidae 5. Crotophagidae 6. Neomorphidae |
| Passerae | Psittacimorphae | Psittaciformes  | 1. Psittacidae |
| Passerae | Apodimorphae    | Apodiformes     | 1. Apodidae 2. Hemiprocnidae |
| Passerae | Apodimorphae    | Trochiliformes  | 1. Trochilidae |
| Passerae | Strigimorphae   | Musophagiformes | 1. Musophagidae |
| Passerae | Strigimorphae   | Strigiformes    | 1. Tytonidae 2. Strigidae 3. Aegothelidae 4. Podargidae 5. Batrachostomidae 6. Steatornithidae 7. Nyctibiidae 8. Eurostopodidae 9. Caprimulgidae |
| Passerae | Passerimorphae  | Columbiformes   | 1. Raphidae 2. Columbidae |
| Passerae | Passerimorphae  | Gruiformes      | 1. Eurypygidae 2. Otididae 3. Gruidae 4. Aramidae 5. Heliornithidae 6. Psophiidae 7. Cariamidae 8. Rhynochetidae 9. Rallidae 10. Mesitornithidae |
| Passerae | Passerimorphae  | Ciconiiformes   | 1. Pteroclididae 2. Thinocoridae 3. Pedionomidae 4. Scolopacidae 5. Rostratulidae 6. Jacanidae 7. Chionidae 8. Pluvianellidae 9. Burhinidae 10. Charadriidae 11. Glareolidae 12. Laridae 13. Accipitridae 14. Sagittariidae 15. Falconidae 16. Podicipedidae 17. Phaethontidae 18. Sulidae 19. Anhingidae 20. Phalacrocoracidae 21. Ardeidae 22. Scopidae 23. Phoenicopteridae 24. Threskiornithidae 25. Pelecanidae 26. Ciconiidae 27. Fregatidae 28. Spheniscidae 29. Gaviidae 30. Procellariidae |
| Passerae | Passerimorphae  | Passeriformes   | 1. Acanthisittidae 2. Pittidae 3. Eurylaimidae 4. Philepittidae 5. Tyrannidae 6. Thamnophilidae 7. Furnariidae 8. Formicariidae 9. Conopophagidae 10. Rhinocryptidae 11. Climacteridae 12. Menuridae 13. Ptilonorhynchidae 14. Maluridae 15. Meliphagidae 16. Pardalotidae 17. Petroicidae 18. Irenidae 19. Orthonychidae 20. Pomatostomidae 21. Laniidae 22. Vireonidae 23. Corvidae 24. Callaeatidae 25. Picathartidae 26. Bombycillidae 27. Cinclidae 28. Muscicapidae 29. Sturnidae 30. Sittidae 31. Certhiidae 32. Paridae 33. Aegithalidae 34. Hirundinidae 35. Regulidae 36. Pycnonotidae 37. Hypocoliidae 38. Cisticolidae 39. Zosteropidae 40. Sylviidae 41. Alaudidae 42. Nectariniidae 43. Melanocharitidae 44. Paramythiidae 45. Passeridae 46. Fringillidae |

## Fordítás
- Ez a szócikk részben vagy egészben a Sibley-Ahlquist taxonomy of birds című angol Wikipédia-szócikk ezen változatának fordításán alapul.  Az eredeti cikk szerkesztőit annak laptörténete sorolja fel. Ez a jelzés csupán a megfogalmazás eredetét és a szerzői jogokat jelzi, nem szolgál a cikkben szereplő információk forrásmegjelöléseként.